# 1995年10月24日の日食

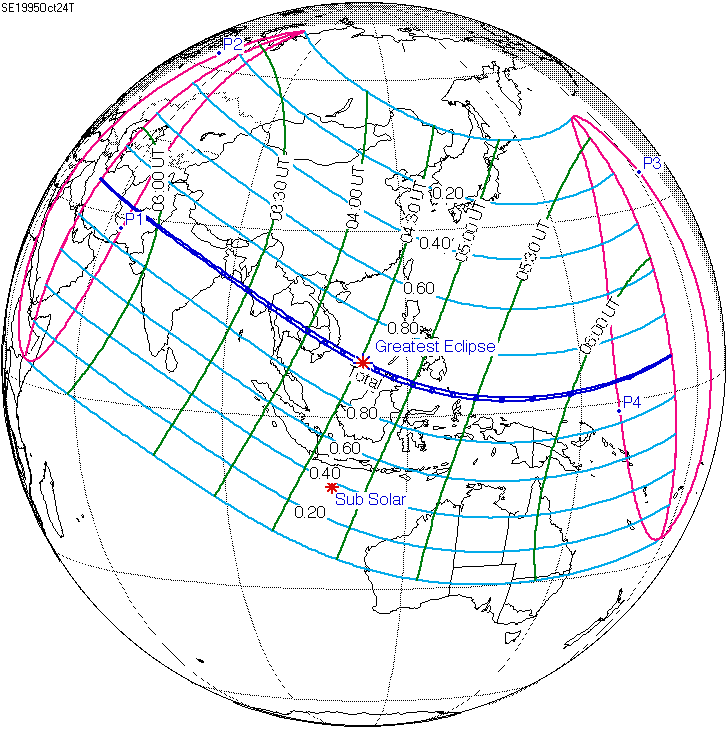

1995年10月24日の日食は、1995年10月24日に観測された日食である。イラン、アフガニスタン、パキスタン、インド、バングラデシュ、ミャンマー、タイ、カンボジア、ベトナム、南沙諸島、マレーシア、フィリピン、インドネシアで皆既日食が観測され、ユーラシア大陸の大部分と周辺の一部で部分日食が観測された。

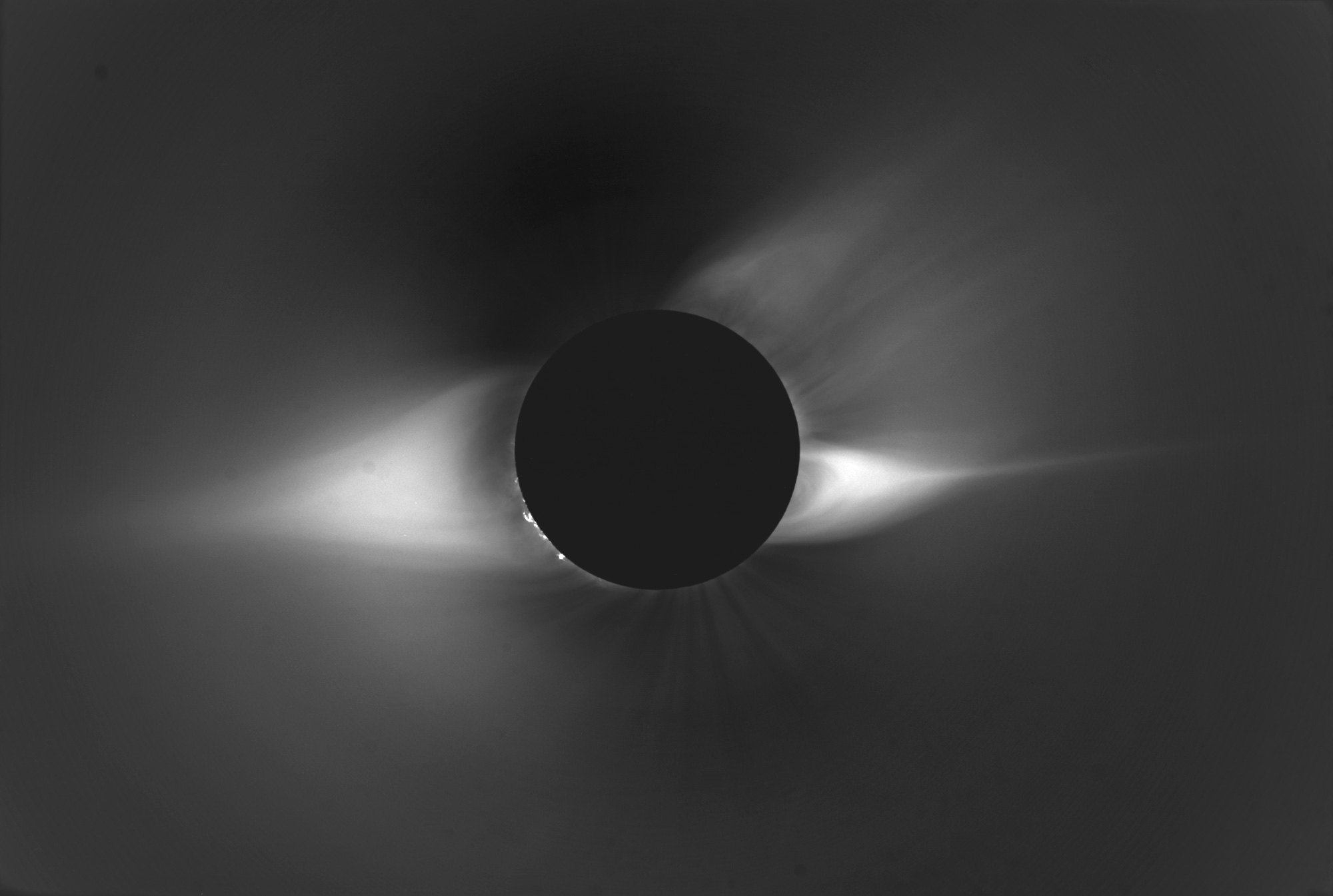
アメリカ航空宇宙局天体物理学者フレッド・エスペナックがインドのダンドロッドで撮影したコロナ

## 通過した地域
皆既帯が通過した、皆既日食が見えた地域はイラン東部、アフガニスタン南西部、パキスタン、インド北部、バングラデシュ南西端の小さい部分、ミャンマー、タイ、カンボジア、ベトナム南部、南沙諸島中南部、マレーシアのサバ州北東部の小さい部分、フィリピン南西端、インドネシアのサンギヘ諸島だった。
また、皆既日食が見えなくても、部分日食が見えた地域はアジアの大部分（最西端のごく小さい部分、シベリア北東部、中国北東端のごく小さい部分を除く）、東ヨーロッパ東部、アフリカ北東部、オーストラリア中北部、西太平洋の島々だった。そのうちほとんどは国際日付変更線の西にあり、現地時間10月24日に日食が見え、残りの小さい部分では現地時間10月23日に見えた。

## 観測

### インド
インドのラージャスターン州、ウッタル・プラデーシュ州イラダトガンジ（Iradatganj）、西ベンガル州コルカタ付近のダイヤモンドハーバーなどで観測キャンプが設置された。インド国立科学アカデミーはインド天体物理学研究所に国内外の科学者の観測活動を管理を依頼した。研究所はラージャスターン州ニーム・カ・ターナとウッタル・プラデーシュ州カールピーで近代的な機械を配置した。スロバキア、ブラジル、ロシア、日本、ドイツなどの国の科学者もその観測キャンプでインド天体物理学研究所とともに観測した。
日食当日は晴れで、ニーム・カ・ターナでの皆既食の持続時間は51秒で、カールピーでは59秒だった。科学者はコロナの温度と波速度構造、コロナリングの温度と密度を測定し、コロナの中の温度が比較的に低い部分を探し、また白色光ブロードバンド撮影、彩層のグリッタースペクトル、第二鉄スペクトル線狭帯域の光度の測定、太陽周辺の宇宙塵リングの暗赤色の超低角度解像度の撮影、短期間で強い振動のコロナの50-100ミリ秒の瞬間解像度の光度測定などの実験を完成した。多数の研究機関は多くの動物について日食の昼夜の変化による動物の行動などを研究した。インド天体物理学研究所はインド空軍のAn-32航空機を10,000フィート (3,000 m)の高さまで飛ばし、当研究所初の空中観測をし、コックピットの緊急脱出用の窓から日食を撮影した。
インド国内外の科学者と数千人の市民らは観測キャンプを見学した。観測キャンプは事前に宣伝資料を準備し、市民らに日食の知識を広めた。日食中、インドのテレビ局ドゥールダルシャンとラジオ局オール・インド・ラジオも現地で放送した。偶然で、日食はヒンドゥー教のお祝いのディーワーリーの日だった。

### 中国
中国本土は皆既帯の外にあり、皆既帯が南沙諸島で通過した島のうちクアテロン礁だけが中国に実効支配される。中国天文学会科学普及委員会、北京天文学会、北京プラネタリウム、北京天文台（現在は中国科学院国家天文台に併合されている）は中国初の合同海外観測をした。北京プラネタリウムは4人をタイのナコーンラーチャシーマー県シキオ郡に派遣した。4人は皆既食の全過程、食の最大の時のコロナ、皆既食の始めと終わりの時刻のベイリー・ビーズを撮影した。
また、中国科学院、電子工業部、中国地震局、国家教育委員会（現在の教育部）、治水、気象などの所轄官庁は国内で太陽の放射、電離層、地磁気、電波、音響＝重力波などを合同観測した。西沙諸島、三亜市、海口市、鄭州市などを主要観測地とし、全国で観測網を設置した。それらの全ての地域では皆既日食が見えなく、部分日食だけが見えた。